# Himertosoma decoratum
Himertosoma decoratum là một loài tò vò trong họ Ichneumonidae.